# Município de Bogovinje
Bogovinje (em macedônio/macedónio:  Боговињеⓘ, em albanês:  Komuna e Bogovinës) é um município localizado na Macedônia do Norte, sendo também o nome homônimo para a cidade onde a sede municipal está situada. De acordo com o último censo nacional macedônio realizado em 2002, o município tinha 28 997 habitantes.